# Camandona
Camandona är en ort och kommun i provinsen Biella i regionen Piemonte, Italien. Kommunen hade 348 invånare (2018).